# Gustave Ravier
Pour les articles homonymes, voir Ravier.
Gustave-Joseph Ravier, né le 9 novembre 1850 à Cosne-sur-Loire et mort le 12 avril 1918 à Savigny-en-Sancerre, est un homme politique français.

## Biographie
D'origine modeste, il est reçu docteur en médecine à Paris le 25 novembre 1878 et se fixe comme médecin à Savigny-en-Sancerre. Maire de la commune en 1900, il est député du Cher de 1906 à 1910, inscrit au groupe de la gauche radicale socialiste.

## Sources
- « Gustave Ravier », dans le Dictionnaire des parlementaires français (1889-1940), sous la direction de Jean Jolly, PUF, 1960 [détail de l’édition]